# Florida de Liébana

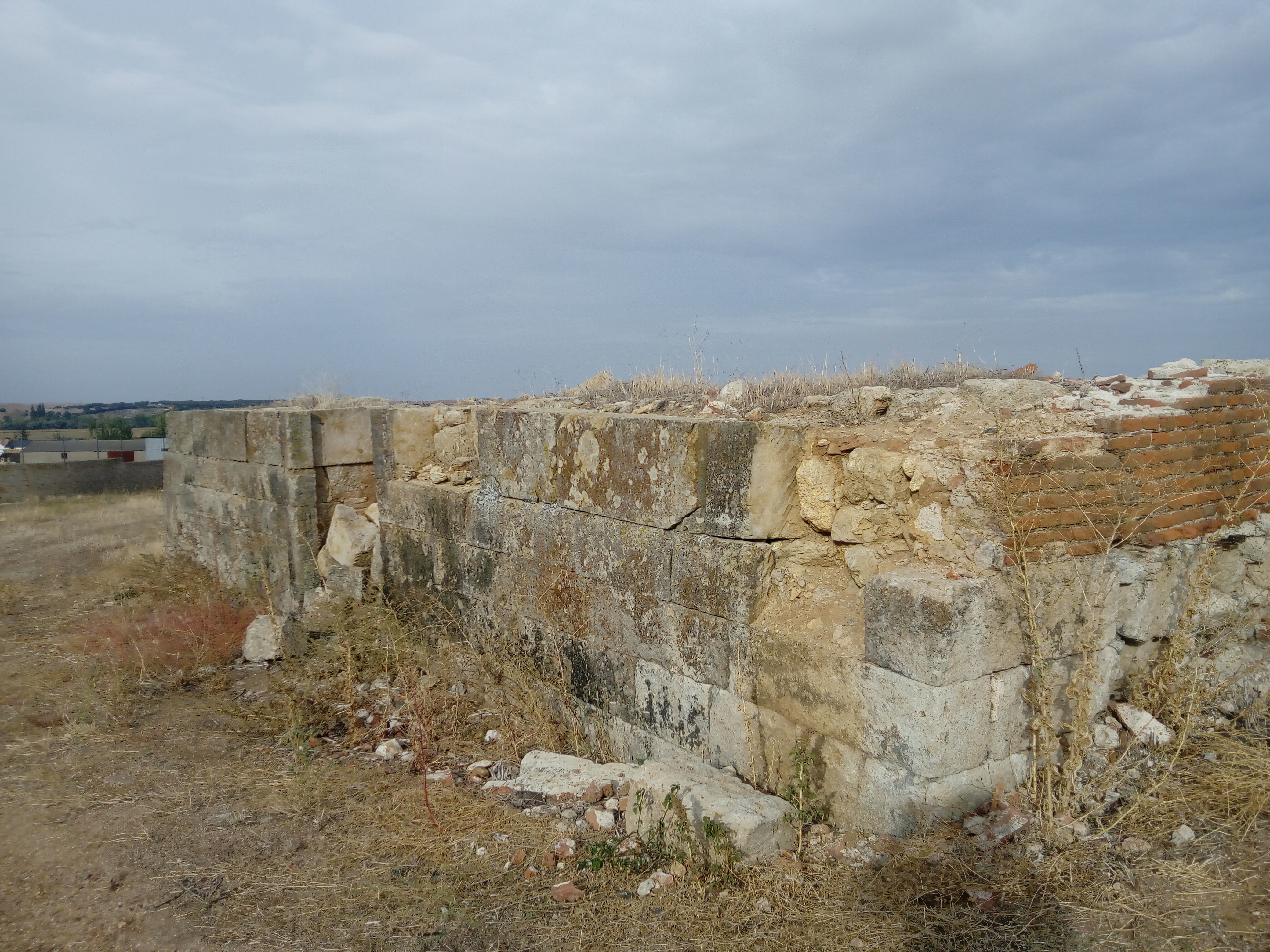
Restos de la antigua iglesia

Florida de Liébana es un municipio y localidad española de la provincia de Salamanca, en la comunidad autónoma de Castilla y León. Se integra dentro de la comarca del Campo de Salamanca (Campo Charro). Pertenece al partido judicial de Salamanca.
Su término municipal está formado por las localidades de Florida de Liébana, La Florida Extrarradio, Puerto de la Anunciación y Villaselva, ocupa una superficie total de 20,79 km² y según los datos demográficos recogidos por el INE en el año 2017, cuenta con una población de 267 habitantes.

## Historia
Su fundación se remonta a la repoblación efectuada por los reyes de León en la Edad Media, quedando integrado en el cuarto de Baños de la jurisdicción de Salamanca, dentro del Reino de León, denominándose entonces Muelas. Posteriormente se le conoció como la Florida y, a partir de 1641, como "Florida de Liébana". Con la creación de las actuales provincias en 1833, Florida de Liébana quedó encuadrado en la provincia de Salamanca, dentro de la Región Leonesa.

## Geografía
El término municipal se extiende a lo largo de la ribera del río Tormes. El terreno tiene un carácter mixto entre zona adehesada (encinas y matorral bajo con cultivos de secano, básicamente cereal) y zona de regadío - ribera del río- (cultivos de maíz y remolacha azucarera) . Cuenta con un arroyo que brota a tres kilómetros del casco urbano (arroyo de la Villaselva) y que mantiene su cauce durante todo el año. Los datos más antiguos constatan la existencia de una iglesia en el siglo XII en "lo alto del teso, junto a la eras", espacio donde actualmente se encuentran los restos de la iglesia del pueblo (siglo XVII-XIX) y el cementerio. Antiguamente este pueblo era conocido como Muelas y llegó a contar con 570 habitantes en torno a 1950. Tradicionalmente sus pobladores abastecían de frutas y hortalizas a Salamanca.

## Demografía
Florida de Liébana cuenta con una población de 244 habitantes (INE 2024).
| Gráfica de evolución demográfica de Florida de Liébana entre 1842 y 2021 |
| |
| Población de derecho según los censos de población del INE Población de hecho según los censos de población del INEEn estos censos se denominaba Florida de Liébana o Muelas: 1860, 1877, 1887, 1897 y 1900 |

### Población por núcleos
Desglose de población según el Padrón Continuo por Unidad Poblacional del INE.
| Núcleos                  | Habitantes (2017) | Varones | Mujeres |
| ------------------------ | ----------------- | ------- | ------- |
| Florida de Liébana       | 220               | 116     | 104     |
| Urbanización La Florida  | 35                | 23      | 12      |
| Puerto de la Anunciación | 7                 | 4       | 3       |
| Villaselva               | 5                 | 2       | 3       |

## Administración y política

### Gobierno municipal
| Periodo   | Nombre                       | Partido | Partido                                  |
| --------- | ---------------------------- | ------- | ---------------------------------------- |
| 1979-1983 | Tomás Pedraz Polo            |         | Independiente                            |
| 1983-1999 | Conrado Rodríguez Hernández  |         | Partido Socialista Obrero Español (PSOE) |
| 1999-2015 | Alfonso Jaime González Yagüe |         | Partido Socialista Obrero Español (PSOE) |
| 2015-2023 | María Luisa Martín Sánchez   |         | Partido Socialista Obrero Español (PSOE) |

| Partido político                         | 2019  | 2019  | 2019       | 2015  | 2015  | 2015       | 2011  | 2011  | 2011       | 2007  | 2007  | 2007       | 2003  | 2003  | 2003       |
| Partido político                         | %     | Votos | Concejales | %     | Votos | Concejales | %     | Votos | Concejales | %     | Votos | Concejales | %     | Votos | Concejales |
| Partido Socialista Obrero Español (PSOE) | 72,63 | 138   | 6          | 52,41 | 98    | 4          | 49,50 | 99    | 4          | 74,18 | 135   | 6          | 65,82 | 129   | 5          |
| Partido Popular (PP)                     | 23,16 | 44    | 1          | 43,85 | 82    | 3          | 46,00 | 92    | 3          | 22,53 | 41    | 1          | 32,14 | 63    | 2          |

#### Evolución de la deuda viva municipal
El concepto de deuda viva contempla solo las deudas con cajas y bancos relativas a créditos financieros, valores de renta fija y préstamos o créditos transferidos a terceros, excluyéndose, por tanto, la deuda comercial. La deuda viva municipal por habitante en 2014 ascendía a 51,72 €.
| Gráfica de evolución de la deuda viva del Ayuntamiento entre 2008 y 2024                                     |
| |
| Deuda viva del Ayuntamiento de Florida de Liébana, en miles de euros, según datos del Ministerio de Hacienda |